# Spåsjön
Spåsjön är en våtmark, tidigare sjö i Gullspångs kommun i Västergötland och ingår i Göta älvs huvudavrinningsområde. Sjön har en area på 0,092 kvadratkilometer och ligger 62,9 meter över havet.

## Delavrinningsområde
Spåsjön ingår i det delavrinningsområde (653165-140018) som SMHI kallar för Mynnar i Vänern. Medelhöjden är 83 meter över havet och ytan är 34,5 kvadratkilometer. Det finns inga delavrinningsområden uppströms utan avrinningsområdet är högsta punkten. Vattendraget som avvattnar avrinningsområdet har biflödesordning 2, vilket innebär att vattnet flödar genom totalt 2 vattendrag innan det når havet efter 216 kilometer. Delavrinningsområdet består mestadels av skog (71 %) och sankmarker (17 %). Avrinningsområdet har 0,09 kvadratkilometer vattenytor vilket ger det en sjöprocent på 0,3 %.